# Prostytucja sakralna

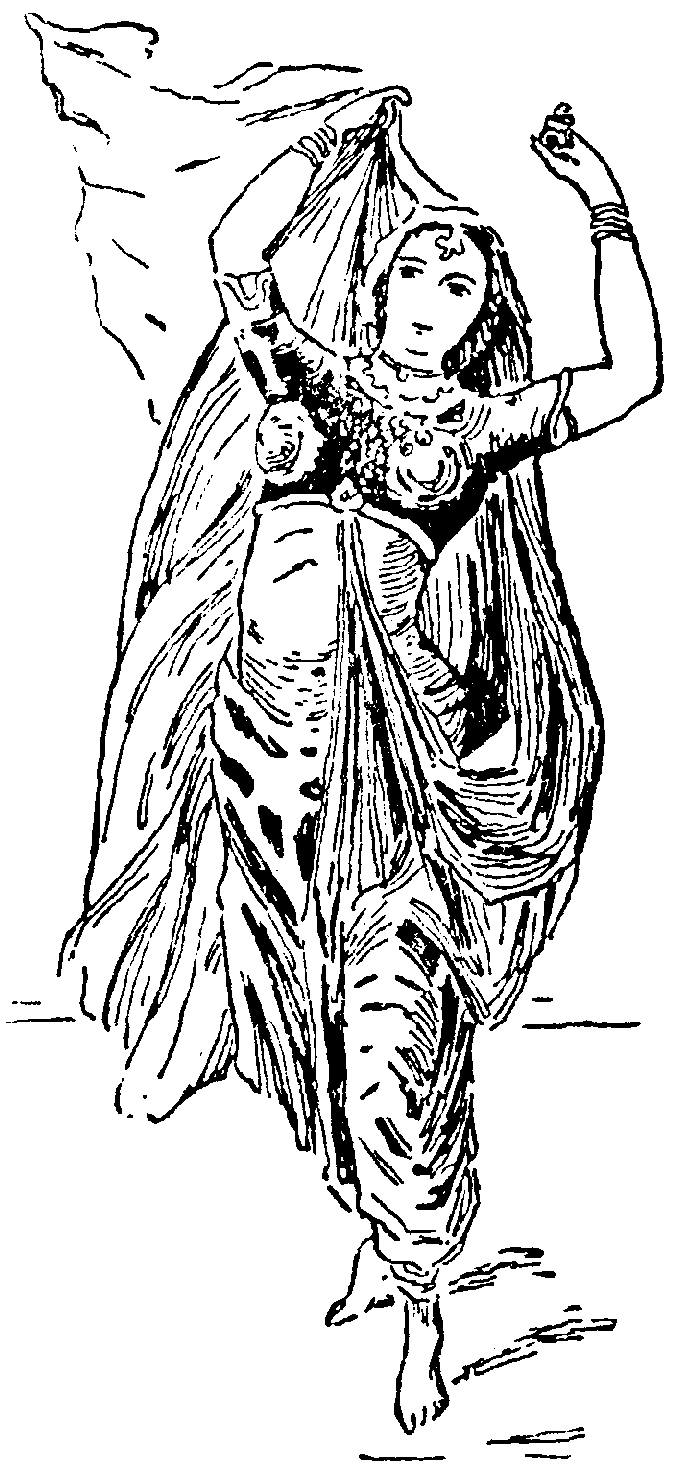
Tańcząca dewadasi

Prostytucja sakralna – prostytucja związana z kultem bóstw miłości, płodności i macierzyństwa. Traktowano ją jako magiczne łączenie się z żywą przyrodą w celu wzmocnienia jej sił witalnych.
W epokach historycznych, które pozostawiły po sobie świadectwa pisane, tego rodzaju zachowania pociągały za sobą formy płatności: sanktuaria wzbogacały się dzięki sumom płaconym przez wiernych pragnących spełnić określone rytuały, w taki sam sposób jak głowy rodzin zwracały sobie koszty wypożyczenia kobiet, których byli oni właścicielami. Prostytucja stała się sprawą istotną z punktu widzenia finansowego i opuściła sferę sacrum. Władcy państw, w Babilonie, jak i na całym Bliskim Wschodzie, nie pozwalali na to, by to źródło dochodów wymykało się im spod kontroli, i zaczęli samodzielnie tworzyć domy, w których uprawiano prostytucję. Prostytutki pojawiały się więc coraz częściej wokół świątyń, na ulicach, w tawernach.
Na Bliskim Wschodzie prostytucja sakralna była elementem kultu bogiń: w Babilonii – bogini Ninlil, w Azji Mniejszej (Frygia) – Wielkiej Macierzy (Kybele i Isztar), prostytucję sakralną znali także Fenicjanie, Hetyci i Grecy. Podobne praktyki odbywały się w starożytnych Indiach, gdzie prostytucję sakralną praktykowały dewadasi, które uważano za ucieleśnienie bogini Lakszmi.

## Kultura indyjska
Prostytucja sakralna znana była również w starożytnych Indiach, gdzie przy świątyniach hinduistycznych praktykowały ją tancerki świątynne, tzw. dewadasi (bajadery). Dewadasi (w sanskrycie to słowo oznacza „boska niewolnica”) tradycyjnie również tańczyły taniec bharatanatjam, który sam w sobie nie wiąże się z prostytucją sakralną.
W Indiach, zwłaszcza południowych, szeroko rozpowszechniona była prostytucja świątynna – religia niezwykle ściśle wiązała się z seksem. Indyjskie prostytutki świątynne zwane też tańczącymi dziewczętami, obok kapłanów – cieszyły się najwyższym uznaniem wśród personelu świątynnego. Jeszcze do niedawna były one, podobnie jak greckie hetery, prawie jedynymi wykształconymi kobietami w Indiach. Te od dzieciństwa poślubione bóstwu kapłanki musiały prostytuować się z każdym mężczyzną, obojętnie do jakiej należał kasty. Oddawanie się mężczyznom nie było postrzegane negatywnie – szanowane rodziny uważały za prawdziwy zaszczyt poświęcenie swych córek służbie świątynnej. W samym tylko okręgu Madras było około 12 tysięcy prostytutek świątynnych.
Erotyczne rzeźby w Konarak wskazują na kult jaki miał miejsce w świątyni. Setki bajader (z francuskiego bayadere; w języku hinduskim dewadasi), hinduskich tancerek kultowych pełniących służbę przy świątyni, mieszkało w budynkach obok świątyń. Bajadery to szczególna forma prostytucji świątynnej. Prostytutki podczas gdy oddawały się kapłanom, spełniały akt seksualny z namiestnikami boskimi, delektowały się więc boskością; gdy oddawały się pielgrzymom, przekazywały im boskie rozkosze. Ponieważ miłość zmysłowa – zgodnie z hinduizmem ma wartość uświęcającą, to i „służące rozkoszy seksualnej”, czyli prostytutki, powinny mieć wysoką rangę społeczną – ranga bajader była niska, gdyż „kochają” one dla pieniędzy, a poza tym uważano, że ich „miłość” jest sztuczna, udają wobec klienta, podczas gdy same nie przeżywają jej.

## Starożytny Bliski Wschód
Według Dufoura prostytucję sakralną (inaczej: obrzędową, religijną, świątynną, kultową) zapoczątkowali także Chaldejczycy: każda kobieta raz w życiu musiała spełnić obowiązek oddania swego ciała za pieniądze przypadkowemu mężczyźnie. Odbywało się to w świątyni, a pobrana opłata przeznaczana była dla bogini.
Francuski historyk Jean Bottéro przeprowadził badania nad prostytucją w starożytnej Mezopotamii, a ich wyniki opublikował w pracy Mésopotamie: l'écriture, la raison et les dieux: z analizy tekstów pozostawionych przez tę cywilizację wynika, że pierwszymi kobietami, które oddawały się w Sumerze prostytucji sakralnej, aby uhonorować boginię płodności, Innanę (Babilończykom znaną jako Isztar), były „kobiety sterylne”; nie mogąc zapewnić potomstwa jednemu mężczyźnie, znalazły sobie miejsce w społeczeństwie, służąc bogini i zarazem stając się małżonkami wszystkich mężczyzn.
W kulturze babilońskiej formy prostytucji świątynnej były dość różnorodne. Jednorazowa prostytucja polegała na ofiarowaniu swojego dziewictwa bogini. W tym celu kobieta oddawała się kapłanowi lub przygodnemu mężczyźnie (nazywano to wtedy prostytucją gościnną). Tego typu akt opierał się na wyobrażeniu, że defloracja jest działaniem świętym i może być dokonana tylko przez uświęconą osobę. Ponadto istniała prostytucja jednorazowa, będącą formą ofiary, nie połączona z defloracją, której kobieta poddawała się aby uzyskać zgodę na zawarcie związku małżeńskiego. Jeszcze inną formą prostytucji była prostytucja dziewcząt w świątyniach. Oprócz świątynnej prostytucji jednorazowej istniała też prostytucja stała i to zarówno heteroseksualna jak i homoseksualna.
Herodot używał w dziewiątym tomie Dziejów słowa hartos, wspominając o prostytutkach sakralnych świątyń, tak bogini Isztar jak i innych bóstw cywilizacji Mezopotamii. Kodeks Hammurabiego, szczególnie artykuł 181., odwoływał się do hierarchii prostytutek sakralnych, nie mówiąc jednak otwarcie o tym, że otrzymywały one jakiekolwiek wynagrodzenie ze strony wiernych.
Mimo że świadectwo Herodota bywa czasem kwestionowane, obecność prostytutek sakralnych w Księdze Rodzaju (rozdział 38, gdzie przedstawiono historię Tamar) oraz Księdze Powtórzonego Prawa (23:18) wskazują, że takie praktyki miały miejsce.
Męskimi prostytutkami zostawali prawdopodobnie w początkowym okresie mężczyźni niezdolni do reprodukcji, wskutek wypadku czy też wady wrodzonej, zajmowali więc swoje miejsce w społeczności poprzez służenie bóstwom.
W ramach kultu Kybele, frygijskiej bogini płodności, istniał specyficzny rodzaj prostytucji sakralnej. Mitologiczny towarzysz i kochanek Kybele, Attis, pozbawił się bowiem męskości, dając przykład kapłanom (tzw. gallom). Kandydaci na kapłanów musieli się więc poddać kastracji. Gallowie oddawali się prostytucji zarówno w świątyni bogini jak i w jej okolicach.

## Starożytne kraje śródziemnomorskie
W pierwszym okresie cywilizacji śródziemnomorskiej prostytucją zajmowano się zarówno z powodów religijnych, jak i rodzinnych. W kultach religijnych obrządki odtwarzały dzieła boskie, które służyły za przykład dzieł doskonałych. Kulty bogini-kochanki, obecne we wszystkich społecznościach antycznych, posiadały pewien wspólny, istotny element: zbliżenie seksualne mężczyzn ze świętymi prostytutkami, kobietami (lub mężczyznami, zwykle wykastrowanymi) będącymi na służbie bogini. Te zbliżenia miały na celu odnowienie mocy płodnej wiernych, a moc ta miała rozszerzyć swe pozytywne działanie na płodność ziem i zwierząt domowych. Dziś jeszcze spotkać można kobiety, żyjące w miejscach skupiających duchowe córki świętego, oddające się prostytucji sakralnej. Czasem nawet wszystkie kobiety z danego plemienia uprawiają tę właśnie działalność, która dziś wygląda przede wszystkim jako pozostałość po obrządkach inicjacji seksualnej.

## Kultura grecka
W Grecji prostytucja sakralna występowała w kulcie Afrodyty (m.in. Korynt, góra Eryks na Sycylii). Prostytucja sakralna była uprawiana przez hierodule (po grecku „niewolnice świątynne”).